# Bulgarische Fußballnationalmannschaft/Olympische Spiele
Die bulgarische Nationalmannschaft hatte ihr Debüt auf der olympischen Bühne bei den Spielen im Jahr 1952 in Helsinki. Insgesamt nahm die Mannschaft bisher fünf Mal an einem olympischen Fußballturnier teil. Der größte Erfolg war die Silbermedaille bei den Spielen 1968, dies war auch die letzte Teilnahme bei einem olympischen Turnier.

## Ergebnisse bei den Olympischen Spielen

### 1952
Bei der ersten Teilnahme bei den Spielen 1952 verlor man in der Vorrunde gegen die Sowjetunion mit 1:2 nach Verlängerung.

### 1956
Die Teilnahme am olympischen Turnier, gelang nach einem 5:3-Sieg in der Qualifikation über die britische Auswahl.
Da sich der eigentliche Gegner im Achtelfinale mit Ägypten bereits zuvor aus dem Turnier zurückzog, stieg die Mannschaft bereits zum Viertelfinale ein. Dort traf man noch einmal auf Großbritannien, welche man mit am Ende 6:1 sehr deutlich besiegte. Im Halbfinale ging es gegen die Sowjetunion, der man dann wie auch schon beim Spiel im vorherigen Turnier in der Verlängerung schlussendlich mit 1:2 unterlag.

### 1960
In der Qualifikation für die Spiele 1960 traf Bulgarien in der europäischen Gruppe 3 auf die Sowjetunion und Rumänien. Erstmals im Kontext der Olympischen Spiele gelang der Mannschaft hier auch ein Sieg über die Sowjetunion. Nach Abschluss der Qualifikation setze man sich auch vor diese und so gelang dann auch die Teilnahme an dem Turnier bei den Spielen 1960.
In der Gruppe ging es gegen Jugoslawien, die Vereinigte Arabische Republik und die Türkei. Zum Start gewann man zwei Spiele, erzielte jedoch nur ein 3:3 gegen Jugoslawien in der letzten Partie. Damit waren beide Punktgleich, jedoch hatte das bulgarische Team durch das schlechtere Torverhältnis das Nachsehen und kam somit nicht in die nächste Runde.

### 1964
In der Einleitungsrunde bei der Qualifikation gelang nach Hin- und Rückspiel ein 2:0-Sieg über Albanien. In der darauffolgenden 1. Runde musste man gar nicht spielen, weil sich Luxemburg schon zuvor zurückzog. Damit ging es so direkt in der 2. Runde weiter, wo man anschließend jedoch Rumänien mit 1:3 unterlag. Damit nahm man erstmals seit drei Turnieren in Folge nicht mehr teil.

### 1968
Bei der Qualifikation für die Spiele 1968 gelang erst ein 6:2-Sieg in der 2. Runde gegen die Türkei. Darauf folgte dann in der Finalrunde auch noch ein 6:4-Sieg über die DDR, womit die Mannschaft wieder am olympischen Turnier teilnehmen durfte.
In der Gruppenphase ging es hier dann gegen Guatemala, die Tschechoslowakei und Thailand. Am Ende sammelte die Mannschaft fünf Punkte was ausreichte um als Erster diese Turnierphase abzuschließen. So ging es im Viertelfinale dann gegen Israel. Nach einem 1:0-Halbzeitstand, glichen diese noch mit einem Tor aus und auch nach Verlängerung stand es noch 1:1. Am Ende musste dann der Münzwurf entscheiden, diesen gewann das bulgarische Team. Dadurch zog das Team dann auch ins Halbfinale ein, wo man auf den Gastgeber Mexiko traf, gegen diese siegte man auch erfolgreich mit am Ende 3:2. Der Gegner im Finalspiel lautete dann Ungarn, welche allerdings eine Nummer zu groß waren und so am Ende dem bulgarischen Team eine 1:4-Niederlage bescherten.

### 1972
In der Qualifikation ging es in der 1. Runde gegen die britische Auswahl, welche deutlich nach Hin- und Rückspiel mit 5:1 geschlagen werden konnte. In der darauffolgenden 2. Runde traf man in der Gruppe auf Polen und Spanien, am Ende war das polnische Team aber einen Tick zu stark und man erreichte nur den 2. Platz hinter diesen.

### 1976
Als Revanche für das verlorene Finale bei den Spielen 1968 gelang der Mannschaft hier in der 1. Runde der Qualifikation ein 4:2-Sieg über Ungarn. In der Gruppenphase der 2. Runde reichte es aber wieder nicht für den ersten Platz und man musste diesmal Spanien den Vortritt lassen, konnte sich aber über der Türkei platzieren.

### 1980
Bei der Qualifikation für die Spiele im Jahr 1980 ging es in der ersten Runde gegen die Tschechoslowakei. Nach einem gewonnenen Hinspiel mit 1:0 setze es von diesen im Rückspiel aber eine 0:4-Niederlage, wodurch man hiernach bereits wieder raus war.

### 1984
In der Qualifikation sollte die Mannschaft gegen die Sowjetunion, Ungarn, Griechenland und die Türkei spielen, letztere zogen sich vor der Austragung von Partien aber bereits zurück. Am Ende gelang in der Gruppe ein Dritter Platz, noch hinter der Sowjetunion und Ungarn aber vor Griechenland.

### 1988
Etwas besser als bei den Qualifikationsspielen des vorherigen Turniers erging es der Mannschaft bei den für die Spiele 1988. Diesmal ging es gegen die Sowjetunion, die Schweiz, Norwegen und die Türkei. Am Ende reichten 10 Punkte jedoch nur für den zweiten Platz und somit nicht für die Teilnahme an den Spielen.

### Seit 1992
Ab den Spielen 1992 wurden die europäischen Startplätze bei den Spielen über die Platzierung bei der U-21-Europameisterschaft vergeben. Die letzte Qualifikation für eine Austragung gelang der Mannschaft bereits aber schon bei der Europameisterschaft 1990, womit bis heute auch keine Mannschaft mehr an einem olympischen Fußballturnier teilnahm.